# Adam Loftus
Adam Loftus (vers 1533 - 5 avril 1605) fut archevêque d'Armagh, puis de Dublin (en), et lord chancelier d'Irlande à partir de 1581. Il fut également le premier provost (recteur) du Trinity College de Dublin.
Sa fille épousa Edward Blayney, membre de la Chambre des lords irlandaise.